# Wahlen in der Westindischen Föderation 1958
Die Wahl in der Westindischen Föderation 1958 (englisch Federal elections) wurde am 25. März 1958 in der Westindischen Föderation abgehalten. Es waren die einzigen Wahlen, die in dem kurzlebigen Staatsgebilde durchgeführt wurden. Die West Indies Federal Labour Party gewann diese Wahlen mit großem Vorsprung und konnte 25 der 45 Sitze im House of Representatives erringen.

## Wahlsystem
Die Kandidaten wurden am 28. Februar in allen Unit Territories nominiert, mit Ausnahme von Trinidad and Tobago, wo die Kandidaten am 3. März nominiert wurden.
Die Wahlen fanden in einer Mischung von Ein- und Mehrpersonenwahlkreisen statt. In allen Gebieten außer Jamaika und Trinidad und Tobago umfasste der Wahlkreis das gesamte Gebiet; Antigua und Barbuda wählten zwei Abgeordnete, Barbados fünf, Dominica zwei, Grenada zwei, Montserrat einen, St. Kitts und Nevis-Anguilla zwei, St. Lucia zwei und St. Vincent und die Grenadinen zwei.
Jamaika hatte 17 Wahlkreise, basierend auf den 14 Gemeinden (Parishes) und den drei Landkreisen (die sich mit den Gemeinden überschnitten). Die Wähler wählten somit Vertreter aus zwei politischen Ebenen. In Trinidad und Tobago basierten die zehn Sitze auf den Counties, von denen einige einen einzigen Abgeordneten (Tobago und Caroni) und andere mehrere Abgeordnete (Saint George) stellten. In einigen Fällen wurden Landkreise zu einem Wahlkreis mit nur einem Mitglied zusammengelegt (z. B. die Eastern Counties).

## Wahlkampf
In Vorbereitung auf die Wahlen wurden zwei föderationsweite Parteien als Konföderationen lokaler politischer Parteien organisiert. Beide wurden von jamaikanischen Politikern organisiert: die West Indies Federal Labour Party (WIFLP) von Norman Manley und die Democratic Labour Party (DLP) von Alexander Bustamante. Im Großen und Ganzen bestand die WIFLP aus den städtischen Parteien in der gesamten Föderation, während die DLP aus den ländlichen Parteien bestand. Eine kleine dritte Partei, die Federal Democratic Party, wurde im November 1957 von einer Gruppe Trinidader gegründet.
Die Grundaussagen der beiden wichtigsten Parteien glichen sich in vielen Aspekten. Beide befürworteten die Aufrechterhaltung und Stärkung der Beziehungen zum Vereinigten Königreich, den Vereinigten Staaten und Kanada (Ländern, mit denen die Inseln ohnehin schon starke kulturelle und wirtschaftliche Verbindungen hatten); die Förderung und den Ausbau des Tourismus; die Aufnahme von Britisch-Guayana und Britisch-Honduras in die Föderation, sowie die Bereitstellung von Darlehen, finanziellen und technischen Hilfen für die Territorien.
Die Unterschiede lagen in den Details. Die WIFLP hatte die Förderung der Landwirtschaft befürwortet, während die DLP ein günstiges Wirtschaftsklima, sowohl für die Privatindustrie, als auch für die öffentliche Arbeit, und die Entwicklung menschlicher und wirtschaftlicher Ressourcen versprochen hatte. Die WIFLP versprach, die Bahamas (zusätzlich zu Britisch-Guayana und Britisch-Honduras) zu ermutigen, der Föderation beizutreten. Die WIFLP setzte sich auch für die Einrichtung einer Zentralbank für die Ausweitung von Kreditressourcen ein und befürwortete eine demokratische sozialistische Gesellschaft und eine vollständige interne Selbstverwaltung für alle Einheitsgebiete, während die Probleme der Freizügigkeit und einer Zollunion vermieden wurden. Die DLP sagte nichts über die volle interne Selbstverwaltung, griff den Sozialismus an, wollte hohe Steuern vermeiden und betonte die westindische Einheit, die Religions- und Redefreiheit und die Ermutigung der Gewerkschaften.

## Ergebnisse
Die WIFLP gewann die Wahl und errang 25 Sitze. Sie erhielt Unterstützung von der Barbados National Party, die mit einem Sitz vertreten war; die DLP gewann 19 Sitze. Der Großteil der Sitze der WIFLP kam von Mandaten von den kleineren Inseln und die DLP gewann in Jamaika und Trinidad und Tobago.
Der Parteiführer der WIFLP, Grantley Adams aus Barbados, wurde Premierminister.

Sitzverteilung im House of Representatives 1958.

|        |                                           |   |       |  |  |  |  |  |  |
| Partei | Partei                                    | % | Sitze |  |  |  |  |  |  |
|        | West Indies Federal Labour Party (WIFLP)  |   | 25    |  |  |  |  |  |  |
|        | West Indies Democratic Labour Party (DLP) |   | 19    |  |  |  |  |  |  |
|        | Barbados National Party (BNP)             |   | 1     |  |  |  |  |  |  |
| Gesamt | Gesamt                                    |   | 45    |  |  |  |  |  |  |

### Nach Provinz
| Provinz                                             | Partei                                     | Partei                                    | Partei                          | MPs |
| --------------------------------------------------- | ------------------------------------------ | ----------------------------------------- | ------------------------------- | --- |
| Provinz                                             |                                            |                                           |                                 | MPs |
| Provinz                                             | West Indies Federal Labour Party (WIFLP)   | West Indies Democratic Labour Party (DLP) | Barbados National Party (BNP)   | MPs |
| Antigua and Barbuda                                 | 2 (Antigua Labour Party ALP)               |                                           |                                 | 2   |
| Barbados                                            | 4 (Barbados Labour Party BLP)              |                                           | 1 (Barbados National Party BNP) | 5   |
| Dominica                                            | 2 (Dominica Labour Party DLP)              |                                           |                                 | 2   |
| Grenada                                             | 2 (Grenada United Labour Party GULP)       |                                           |                                 | 2   |
| Jamaika - Cayman Islands - Turks and Caicos Islands | 6 (People’s National Party PNP)            | 11 (Jamaica Labour Party JLP)             |                                 | 17  |
| Montserrat                                          | 1 (Montserrat Trade and Labour Union MTLU) |                                           |                                 | 1   |
| Saint Christopher-Nevis-Anguilla                    | 2 (Saint Kitts Workers’ League WL)         |                                           |                                 | 2   |
| Saint Lucia                                         | 2 (Saint Lucia Labour Party SLP)           |                                           |                                 | 2   |
| St. Vincent und die Grenadinen                      |                                            | 2 (People’s Political Party PPP)          |                                 | 2   |
| Trinidad und Tobago                                 | 4 (People’s National Movement PNM)         | 6 (Democratic Labour Party DLP)           |                                 | 10  |
| Gesamt                                              |                                            |                                           |                                 |     |
| 25 (55,5 %)                                         | 19 (42,2 %)                                | 1 (2,2 %)                                 | 45                              |     |

### Nach Wahlkreis
| Provinz | Wahlkreis              | Gewinner                  | Partei |
| --- | ---------------------- | ------------------------- | ------ |
| Antigua | 1st seat               | Novelle Richards          | WIFLP  |
| Antigua | 2nd seat               | Bradley Carrott           | WIFLP  |
| Barbados | 1st seat               | Grantly Adams             | WIFLP  |
| Barbados | 2nd seat               | Harcourt Rocheford        | WIFLP  |
| Barbados | 3rd seat               | V. B. Vaughn              | WIFLP  |
| Barbados | 4th seat               | Deighton Lisle Ward       | WIFLP  |
| Barbados | 5th seat               | Florence Daysh            | BNP    |
| Trinidad & Tobago | Caroni                 | Surujpat Mathura          | DLP    |
| Jamaika | Clarendon Parish       | Frederick Duhaney         | DLP    |
| Jamaika | Cornwall County        | Ernest Wakeland           | DLP    |
| Jamaika | Middlesex County       | Stanley Augustus Lennon   | DLP    |
| Jamaica | Surrey County          | Kenneth Hill              | DLP    |
| Dominica | 1st seat               | Edward Oliver LeBlanc     | WIFLP  |
| Dominica | 2nd seat               | Phyllis Shand Allfrey     | WIFLP  |
| Trinidad & Tobago | Eastern Counties       | Victor Bryan              | DLP    |
| Grenada | 1st seat               | Thomas Gibbs              | WIFLP  |
| Grenada | 2nd seat               | Lincoln Radix             | WIFLP  |
| Jamaika | Hanover Parish         | Sydney Stone              | DLP    |
| Jamaika | Kingston Parish        | Ralph Brown               | WIFLP  |
| Jamaika | Manchester Parish      | Louis Patrick Delapenha   | WIFLP  |
| Montserrat |                        | William Henry Bramble     | WIFLP  |
| Trinidad & Tobago | Port of Spain, East    | Donald Pierre             | WIFLP  |
| Trinidad & Tobago | Port of Spain, West    | Ronald Jay Williams       | WIFLP  |
| Jamaika | Portland Parish        | Clement Afflick           | DLP    |
| Jamaika | Saint Andrew Parish    | M. A. Hector              | DLP    |
| Jamaika | Saint Ann Parish       | F. B. Ricketts            | WIFLP  |
| Trinidad & Tobago | Saint Anns             | W. Andrew Rose            | WIFLP  |
| Jamaika | Saint Catherine Parish | Winston Williams          | DLP    |
| Jamaika | Saint Elizabeth Parish | Lionel Densham            | DLP    |
| Trinidad & Tobago | Saint George, East     | Albert Gomes              | DLP    |
| Jamaika | Saint James Parish     | Howard Cooke              | WIFLP  |
| Saint Kitts | 1st seat               | Robert Llewellyn Bradshaw | WIFLP  |
| Saint Kitts | 2nd seat               | David S. Lloyd            | WIFLP  |
| Saint Lucia | 1st seat               | Carl La Corbiniere        | WIFLP  |
| Saint Lucia | 2nd seat               | Joseph Bosquet            | WIFLP  |
| Jamaika | Saint Mary Parish      | Morris Cargill            | DLP    |
| Trinidad & Tobago | Saint Patrick          | Mohammed Shah             | DLP    |
| Jamaika | Saint Thomas Parish    | Robert Lightbourne        | DLP    |
| Saint Vincent | 1st seat               | Leroy Adams               | DLP    |
| Saint Vincent | 2nd seat               | Alphaeus Allen            | DLP    |
| Trinidad & Tobago | San Fernando-Naparima  | Roy Josephs               | DLP    |
| Trinidad & Tobago | Tobago                 | A. N. R. Robinson         | WIFLP  |
| Jamaika | Trelawny Parish        | A. U. Belinfanti          | WIFLP  |
| Trinidad & Tobago | Victoria               | Ashford Sinanan           | DLP    |
| Jamaika | Westmoreland Parish    | Constantine Swaby         | DLP    |
| Quellen: Members of the Federal House of Representatives. In: The Gleaner. Kingston, Jamaika 27. März 1958: S. 20. via Newspaperarchive.com. Members of the Federal House of Representatives. In: The Gleaner. Kingston, Jamaika 26. März 1958: S. 7. via Newspaperarchive.com |                        |                           |        |

## Nachwirkungen

### Regierungsbildung
Nach den Wahlen wurde Grantley Herbert Adams von der WIFLP Premierminister nach einer Abstimmung mit 23 zu 21 Stimmen im House (die Mitglieder aus Grenada unterstützten die DLP, obwohl sie mit der WIFLP verbündet waren). Diese Wahl zeigte jedoch schon deutlich, vor welchen Problemen die Föderation immer wieder stehen würde; man erwartete, dass Norman Manley, der Premier von Jamaika, der Führer der WIFLP werden würde und die nächste logische Wahl war Eric Williams, der Premier von Trinidad und Tobago. Beide waren jedoch nicht zu den Wahlen angetreten, weil sie lieber die Kontrolle ihrer Machtbasis auf den jeweiligen Inseln behalten wollten. Und sie waren nicht wählbar. Das deutete darauf hin, dass die Führer der zwei wichtigsten Provinzen die Föderation nicht für zukunftsfähig hielten. Gleichzeitig weigerte sich Alexander Bustamante, der Gründer der DLP in Jamaika, ebenfalls in den Wahlen anzutreten, und überließ die Parteiführung dem Trinidader Ashford Sinanan. Damit fehlten jegliche bedeutende Politiker aus Jamaika.
Zum Council of State gehörten:
- Premierminister: Grantly Adams (Barbados)
- Stellvertretender Premierminister und Minister of Trade and Industry: Carl La Corbiniere (St. Lucia)
- Minister of Labour and Social Affairs: Phyllis Shand Allfrey (Dominica)
- Minister of Finance: Robert Llewellyn Bradshaw (St. Kitts)
- Minister of Natural Resources and Agriculture: F.B. Ricketts (Jamaica)
- Minister of Communications and Works: W. Andrew Rose (Trinidad)
- Minister without Portfolio: Novelle Richards Richards (Antigua)
- Minister without Portfolio: V. B. Vaughn (Barbados)
- Leader of the Opposition: Ashford Sinanan (Trinidad)
- Marshall of the House: John R. Ashmeade

### Senatswahl

Zusammensetzung des West Indies Senate 1958.

Der Senat wurde im April 1958 ernannt, kurz vor der Eröffnung des Parlaments. In einem kontroversen Schachzug, konsultierte Generalgouverneur Lord Hailes die oppositionellen DLP-Gruppen in Trinidad und Jamaika und ernannte einen DLP-Senatorkandidaten aus jedem dieser Gebiete, was zu insgesamt 15 WIFLP-Senatoren und 4 DLP-Senatoren führte. Lord Hailes tat dies unter Berücksichtigung der Tatsache, dass St. Vincent das einzige Einheitsterritorium mit einer DLP-Regierung war und dass der Bundessenat folglich mit überwältigender Mehrheit für WIFLP sein würde.
| Islands | Democratic Labour Party (DLP) | West Indies Federal Labour Party (WIFLP) | Gesamt | Senatoren                                                 |
| --- | ----------------------------- | ---------------------------------------- | ------ | --------------------------------------------------------- |
| Antigua and Barbuda | 0                             | 2                                        | 2      | Henry Moore (WIFLP), Bertha Higgins (WIFLP)               |
| Barbados | 0                             | 2                                        | 2      | Hampden Cuke (WIFLP), Arnott Cato (WIFLP)                 |
| Dominica | 0                             | 2                                        | 2      | John Charles (WIFLP), George Winston (WIFLP)              |
| Grenada | 0                             | 2                                        | 2      | Albert Marryshow (WIFLP), John Renwick (WIFLP)            |
| Jamaika (incl. Cayman Islands & Turks- und Caicosinseln) | 1                             | 1                                        | 2      | Allan G. R. Byfield (WIFLP), Douglas Judah (DLP)          |
| Montserrat | 0                             | 1                                        | 1      | James Meade (WIFLP)                                       |
| Saint Kitts-Nevis-Anguilla | 0                             | 2                                        | 2      | James Liburd (WIFLP), William Seaton(WIFLP)               |
| Saint Lucia | 0                             | 2                                        | 2      | Allen Montgomery Lewis (WIFLP), James Luc Charles (WIFLP) |
| St. Vincent und die Grenadinen | 2                             | 0                                        | 2      | Edward Hughes (DLP), Norbert Davis (DLP)                  |
| Trinidad und Tobago | 1                             | 1                                        | 2      | Marguerite Wyke (WIFLP), Deonarayan Maharajh (DLP)        |
| Gesamt | 4                             | 15                                       | 19     |                                                           |
| Quellen: Members of the Federal House of Representatives. In: The Gleaner. Kingston, Jamaika 12. April 1958: S. 1. via Newspaperarchive.com. Caribbean Elections - West Indies Federation. Caribbeanelections.com. |                               |                                          |        |                                                           |

Aus dem Senat wurden noch in das Council of State berufen:
- Minister without Portfolio: A.G.R. Byfield (Jamaika)
- Minister without Portfolio: J.W. Liburd (St. Kitts-Nevis-Anguilla)
- Minister without Portfolio: J.L. Charles (St. Lucia)